# Проєкт Растко
Проєкт Растко Україна — електронна бібліотека українсько-сербських культурних зв'язків («Пројекат Растко Украјина» електронска библиотека украјинско-српских културних веза) відкрита 12 вересня 2001 року під назвою «проєкт Растко Київ-Львів» в рамках мережі культурних проєктів «проєкт Растко».
Растко — це мирське ім'я Святого Сави, засновника сербської літератури та церкви Растка (Неманьїча). Від 2007 року проєкт називається «проєкт Растко Україна». Дизайн заголовка містить зображення Києва з монастирями на березі, постать козака на коні та скульптуру голови дівчини.
У структурі бібліотеки є такі розділи: автори, мова, фольклор, історія, мистецтво, про Україну, переклади. На сторінках проєкту Растко Україна опубліковані переклади текстів класиків української та сербської літератури, наукові статті з літературознавства, мовознавства, фольклористики, історії, кінознавства, мистецтвознавства, інформація про конференції, зустрічі та культурні заходи. Русалка Дністровая з'явилася вперше у світовій мережі 23 червня 2005 р. в «проєкті Растко Україна». «проєкт Растко Україна» у співпраці з сербськими та українськими партнерами організує культурні заходи в Сербії та України, а також підтримує в інтернеті розвиток української сербістики та сербської україністики.
«Проєктом Растко Україна» керує філолог Деян Айдачич. Засновник мережі: Зоран Стефанович.